# Vrioni

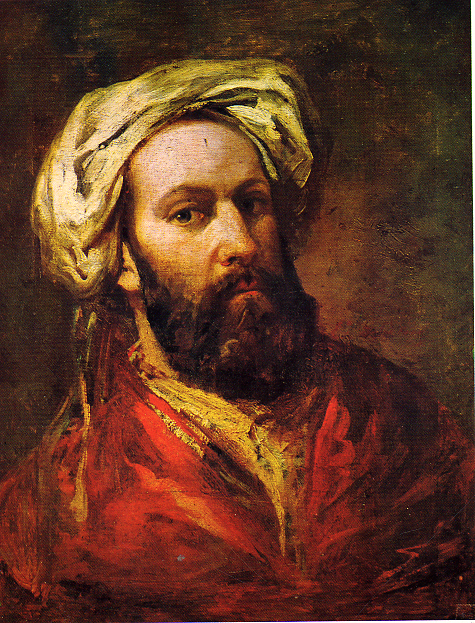
Portrait d’Omer Vrioni

La famille Vrioni ou Vryonis (en turc: Viryon Zâdeler) est une famille albanaise originaire de la région de Berat :
- Omer Vrioni : pacha et général ottoman ;
- Omer Pacha Vrioni II (1839-1928) ;
- Ilias Bey Vrioni ;
- Jusuf Vrioni (1916-2001).